# Hubert Hurkacz
Hubert Hurkacz, född 11 februari 1997 i Wrocław, är en polsk tennisspelare. Hurkacz har vunnit tre singeltitlar och en dubbeltitel på ATP-touren.

## Karriär
I augusti 2019 vann Hurkacz sin första singeltitel på ATP-touren efter att ha besegrat Benoît Paire i finalen av Winston-Salem Open. I november 2020 tog han sin första dubbeltitel tillsammans med Félix Auger-Aliassime efter att ha besegrat Mate Pavić och Bruno Soares i finalen av Paris Masters.
I januari 2021 tog Hurkacz sin andra ATP-singeltitel efter att ha besegrat Sebastian Korda i finalen av Delray Beach Open. I april 2021 tog han årets andra singeltitel samt första titeln i en Masters 1000-turnering då han besegrade Jannik Sinner i finalen av Miami Open.